# Majówka (wycieczka)

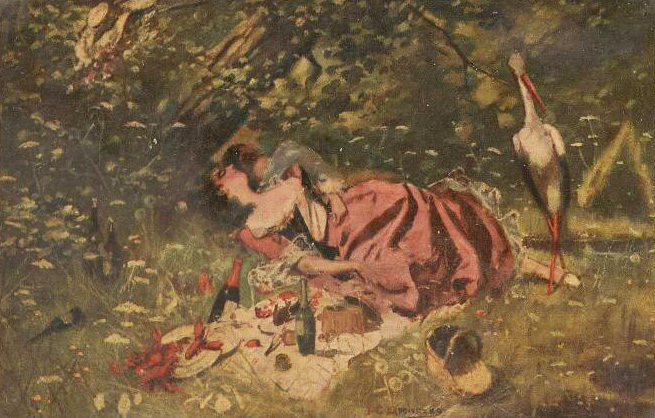
Majówka Jana Czesława Moniuszki, pocztówka sprzed 1920 roku

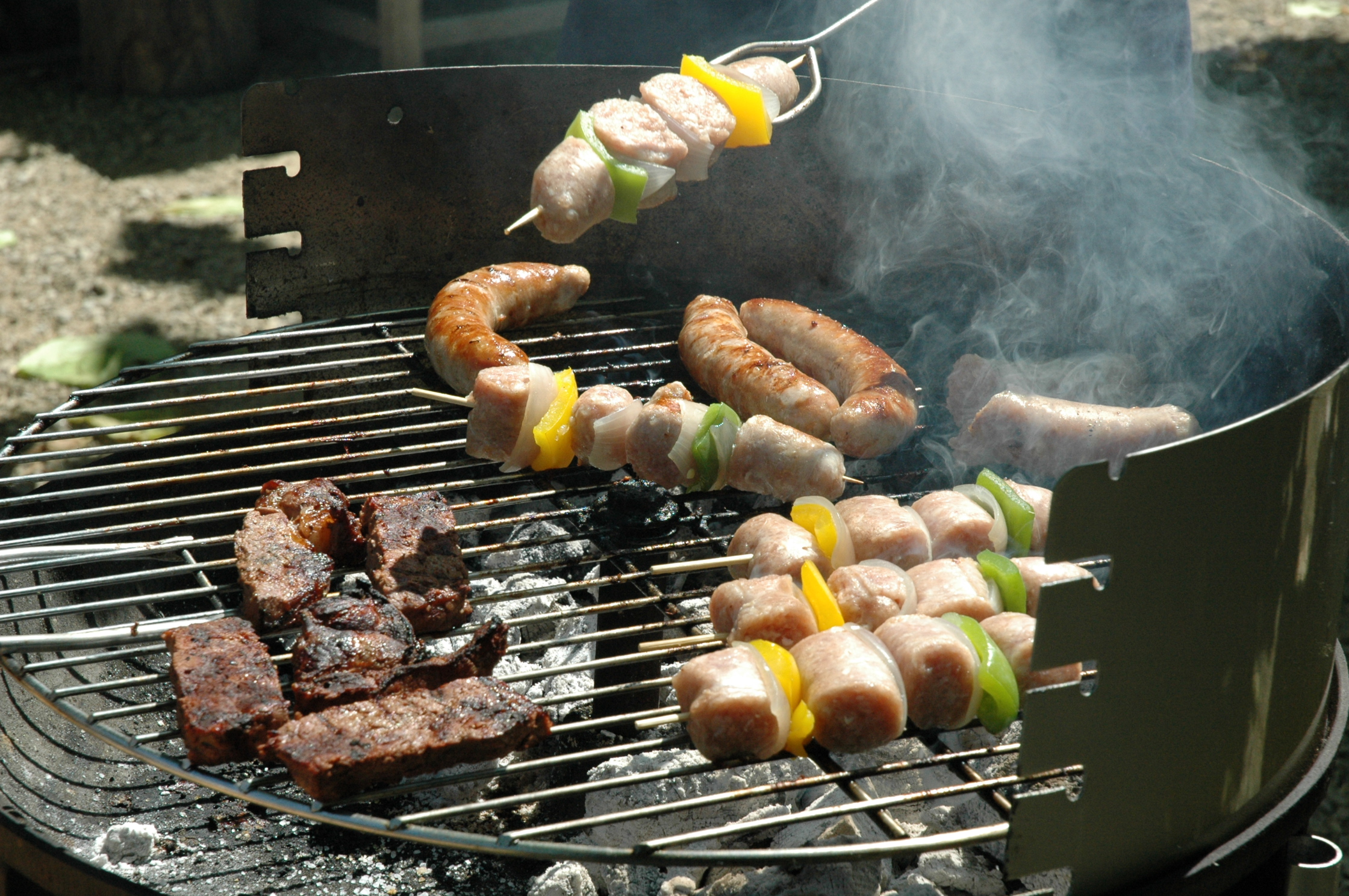
W dzisiejszych czasach do najpopularniejszych form spędzania czasu na majówce należy przygotowywanie i spożywanie posiłków z grilla

Majówka – wycieczka poza miasto, organizowana najczęściej w maju. Pierwotnie w jej trakcie organizowane były spotkania towarzyskie, tańce oraz zabawy. Współcześnie mianem majówki określa się zazwyczaj wycieczki organizowane w trakcie okresu świąt majowych (Święto Pracy, Dzień Flagi i Święto Konstytucji 3 Maja) lub dni wolnych od pracy przypadających blisko tych świąt.  
Majówka może mieć charakter zarówno zabawy w gronie najbliższych jak i imprezy masowej. 

## Etymologia
Pierwotnie majówką nazywano oczyszczoną i przyozdobioną wstążkami jodełkę, którą w niektórych regionach Polski chłopcy stawiali przed domem dziewczyny, z którą chcieli się ożenić. Zwyczaj ten kultywowany był w nocy na 1 maja lub 3 maja, z pierwszej soboty maja na niedzielę albo z soboty na niedzielę zielonoświątkową. Z czasem pojęcie to wypadło z użytku, żeby później wrócić z nowym, bliższym współczesnego rozumienia, znaczeniem.

## Historia
Zwyczaj wyjeżdżania na majówkę sięga XVIII wieku i pierwotnie obchodzony był tylko przez polskich królów oraz arystokrację. Jednym z władców wyjeżdżających na tego typu wycieczki był król Stanisław August Poniatowski. Z biegiem czasu praktyka ta zaczęła rozszerzać się na coraz niższe grupy społeczne - najpierw do jej obchodzenia przyłączyło się zamożne mieszczaństwo, a po nich robotnicy oraz służący.
Początkowo majówka była też wyraźnie powiązana z Zielonymi Świątkami, których obchody pozwalały przy okazji nacieszyć się wiosennym wzrostem temperatury powietrza, większym nasłonecznieniem i powracającą do wegetacji naturą.
Jak podaje Encyklopedia staropolska Zygmunta Glogera w XIX wieku jedną z form organizowania majówki były pierwszomajowe (poprzedzone dniem wolnym) wycieczki szkolne, w ramach których uczniowie szkół zabierani byli przez swoich wychowawców na wiosenną rekreację do najbliższego dworu, gdzie goszczeni byli przez uprzedzonego wcześniej szlachcica, zapewniającego im obfity poczęstunek oraz miejsce do zabawy na świeżym powietrzu. Tak spędzona majówka kończyła się wraz z nadejściem wieczoru i wspólnym powrotem uczniów do swoich domostw.
W czasach międzywojennych okres majówkowy w dużej mierze skupiał się na obchodach Święta 3 Maja. Po oficjalnych ceremoniach Polacy brali wtedy udział w różnych zorganizowanych sportowych imprezach, ludowych zabawach oraz majówkowych wyjazdach.
W okresie Polski Ludowej czas majówkowy zdominowany był przez obowiązkowe pochody pierwszomajowe, aczkolwiek poza nimi Polacy mogli, ze znajomymi lub rodzinnie, spędzać czas wolny od pracy na różne dowolne sposoby, zarówno zostając przy tym w mieście jak i wyjeżdżając poza nie. Ci, którzy zdecydowali się na wycieczkę za miasto, wypoczywali na łąkach, nadmorskich plażach lub nad brzegami jezior, gdzie mogli biwakować, opalać się czy uprawiać sport. Już wtedy też początek maja zaczął być kojarzony ze spożywaniem kiełbasy, ponieważ specjalnie przed świętem organizowano zwiększenie podaży tego produktu w celu zachęcenia Polaków do wychodzenia z domów i wzięcia udziału w pochodach.

## Galeria

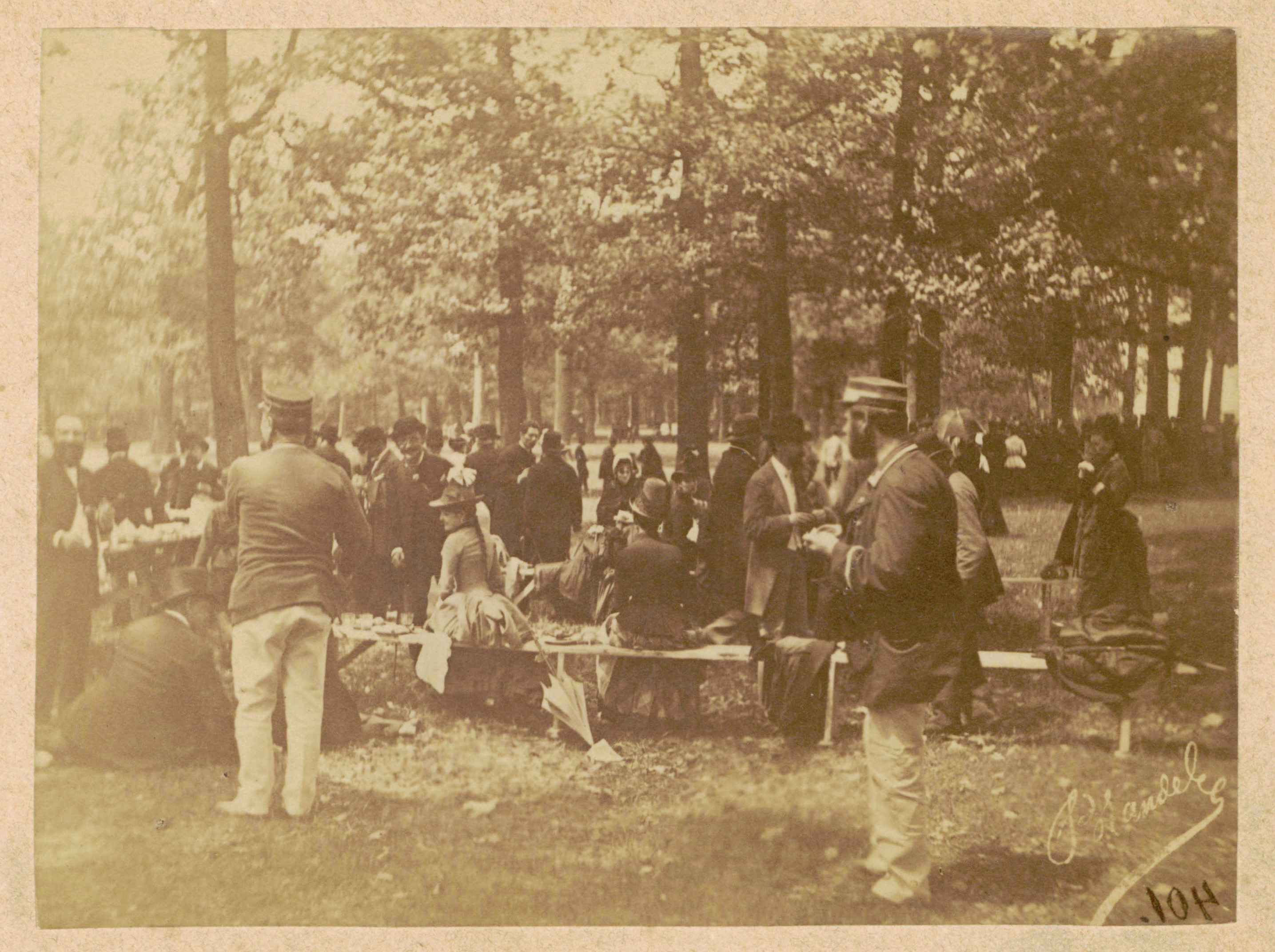
Majówka na Bielanach pod Warszawą, ok. 1885 rok
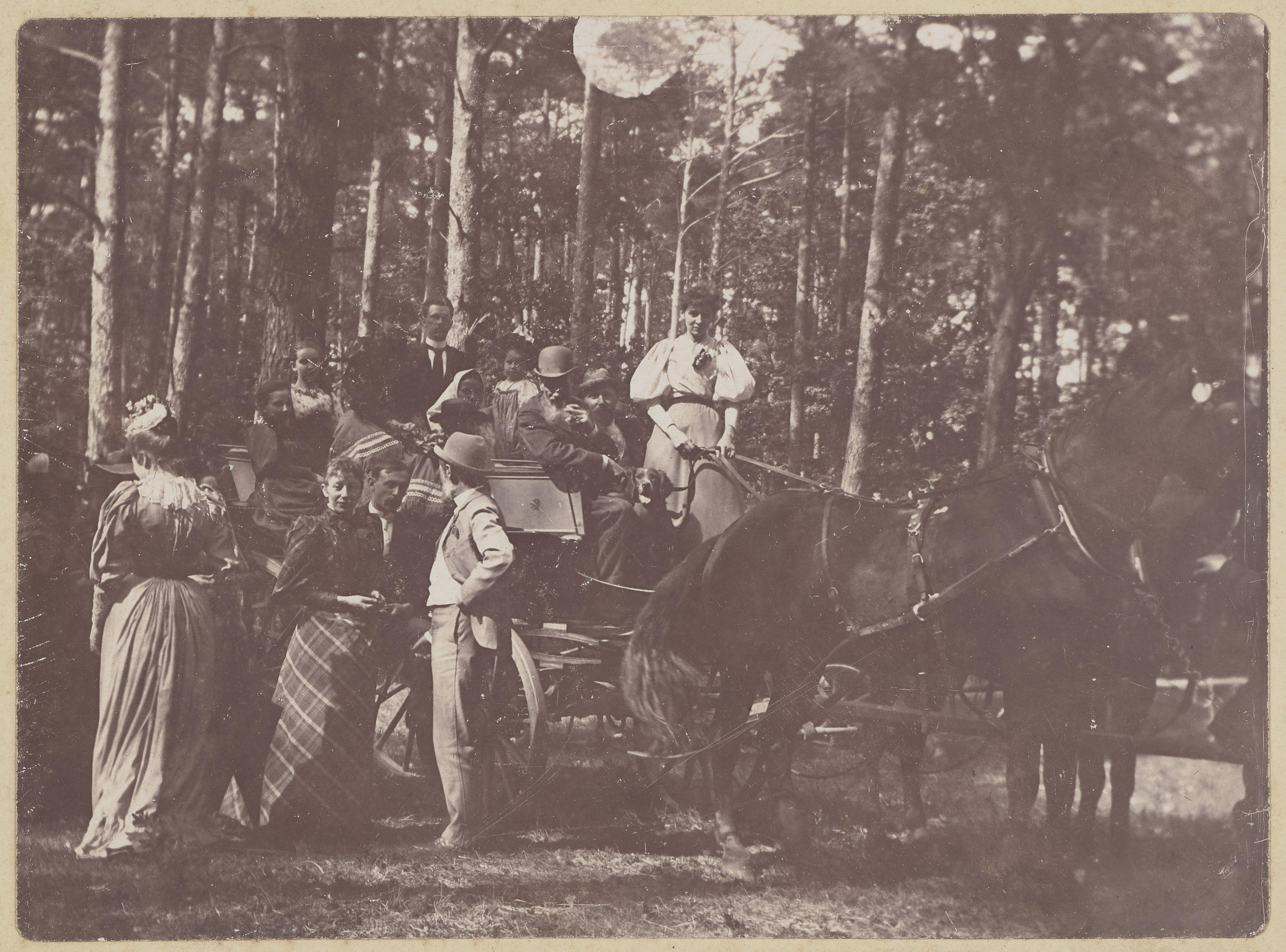
Uczestnicy majówki w lesie zgromadzeni są wokół dorożki, którą przyjechali, ok. 1895 rok
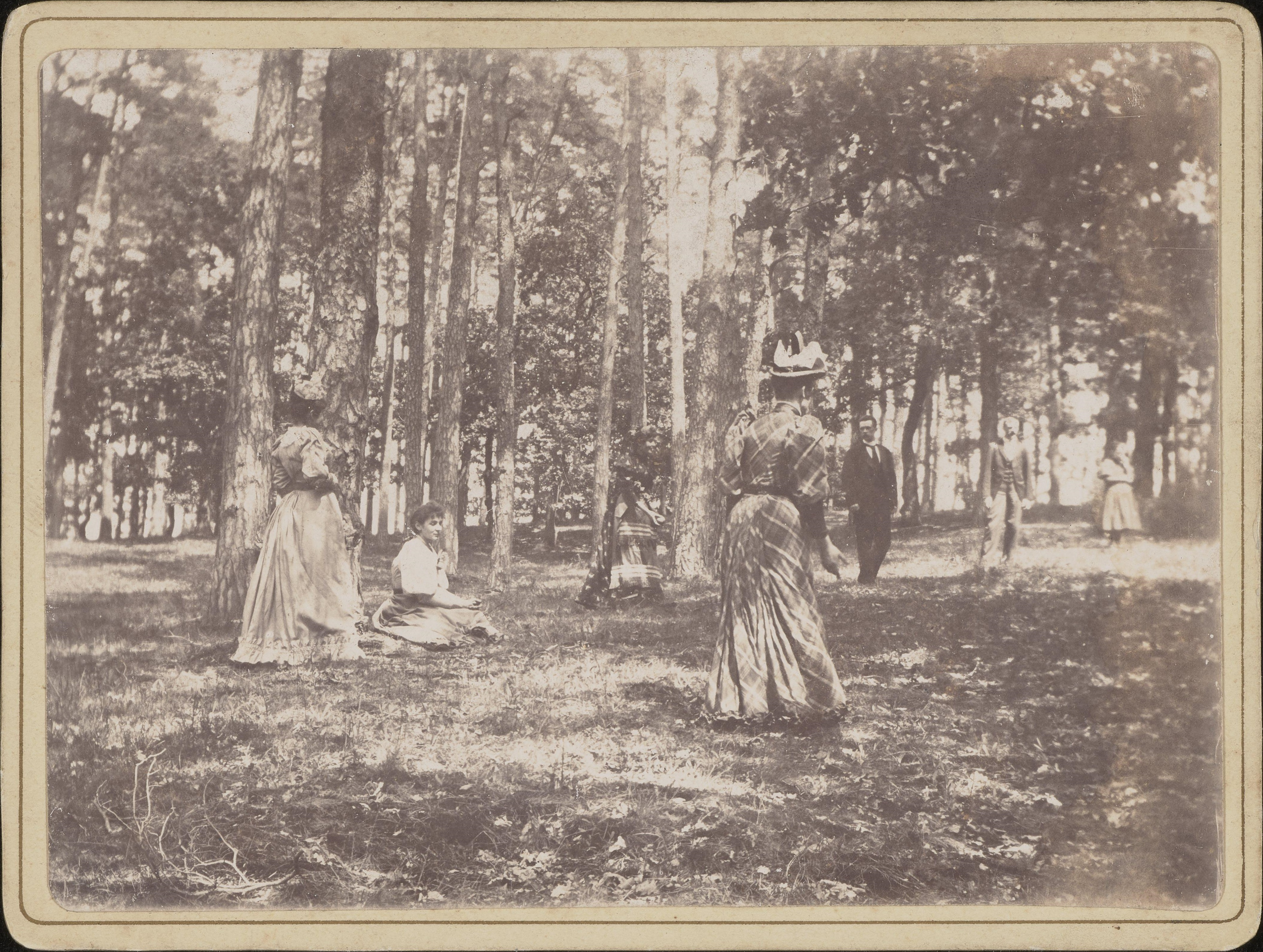
Grupa osób spędzająca majówkę w lesie, grająca w piłkę, ok. 1895 rok
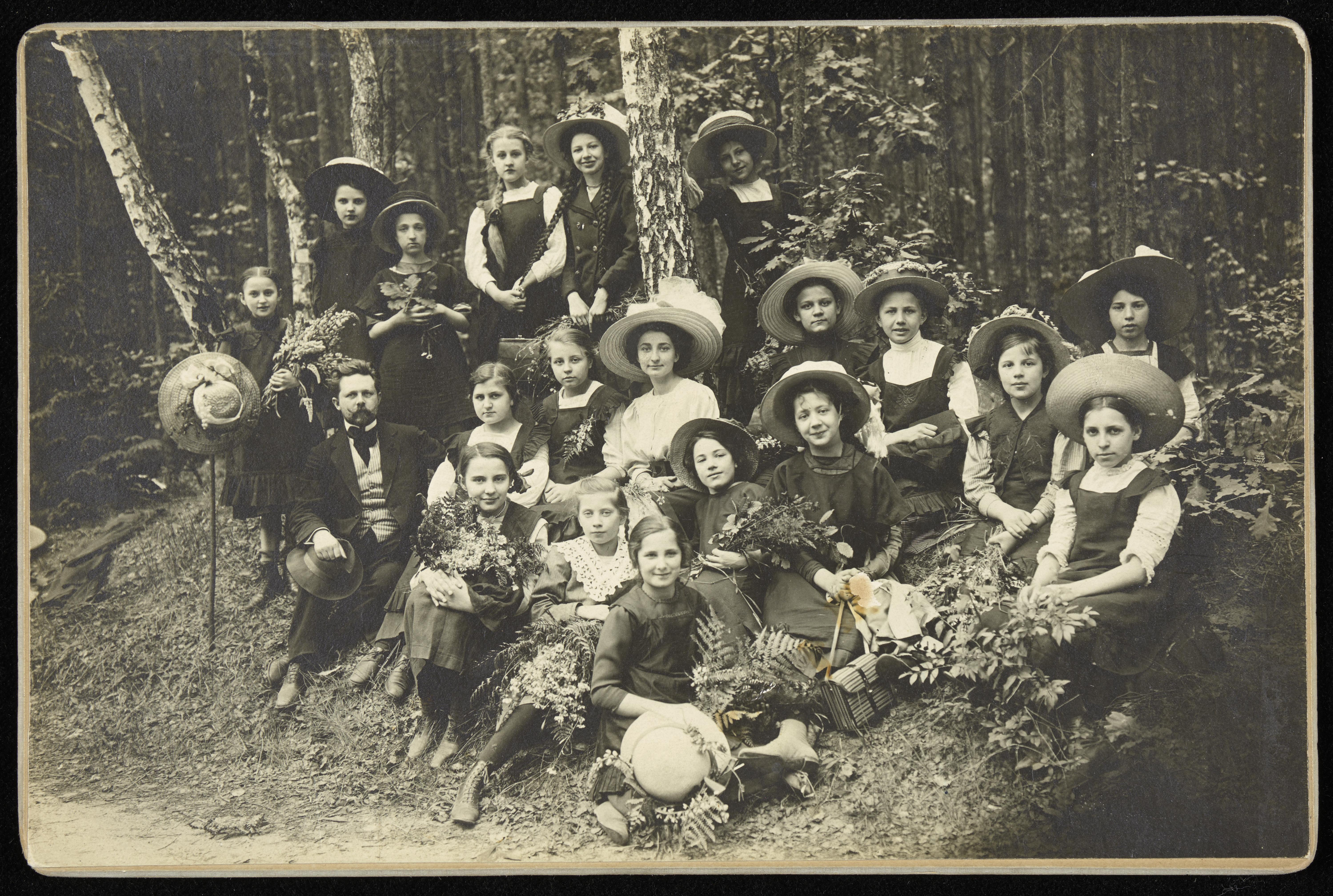
Warszawskie uczennice pensji żeńskiej oraz ich nauczyciele spędzają czas na wyjeździe majówkowym, rok 1906
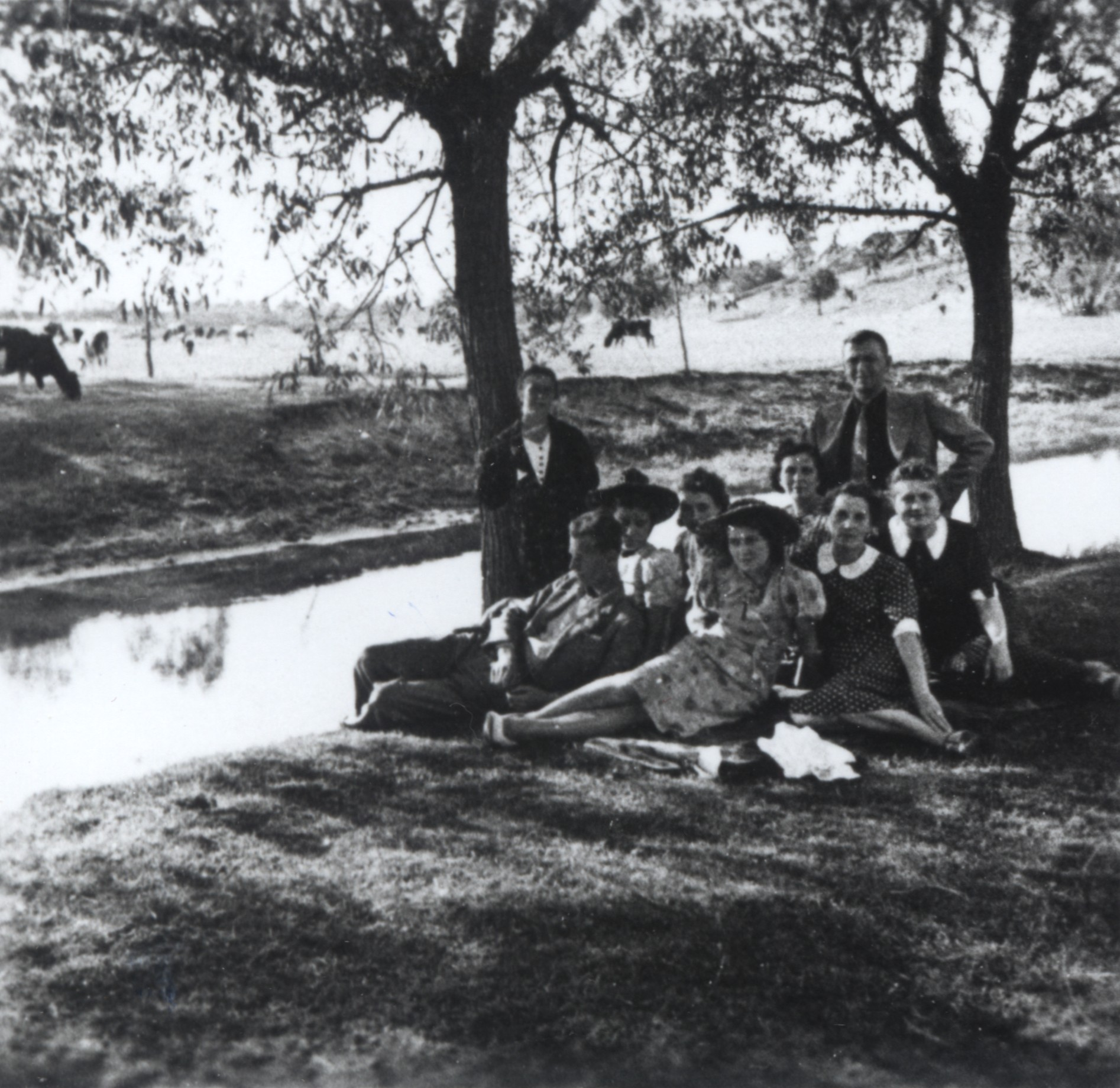
Grupa znajomych spędza majówkę nad Czerniejówką pod Lublinem, rok 1937
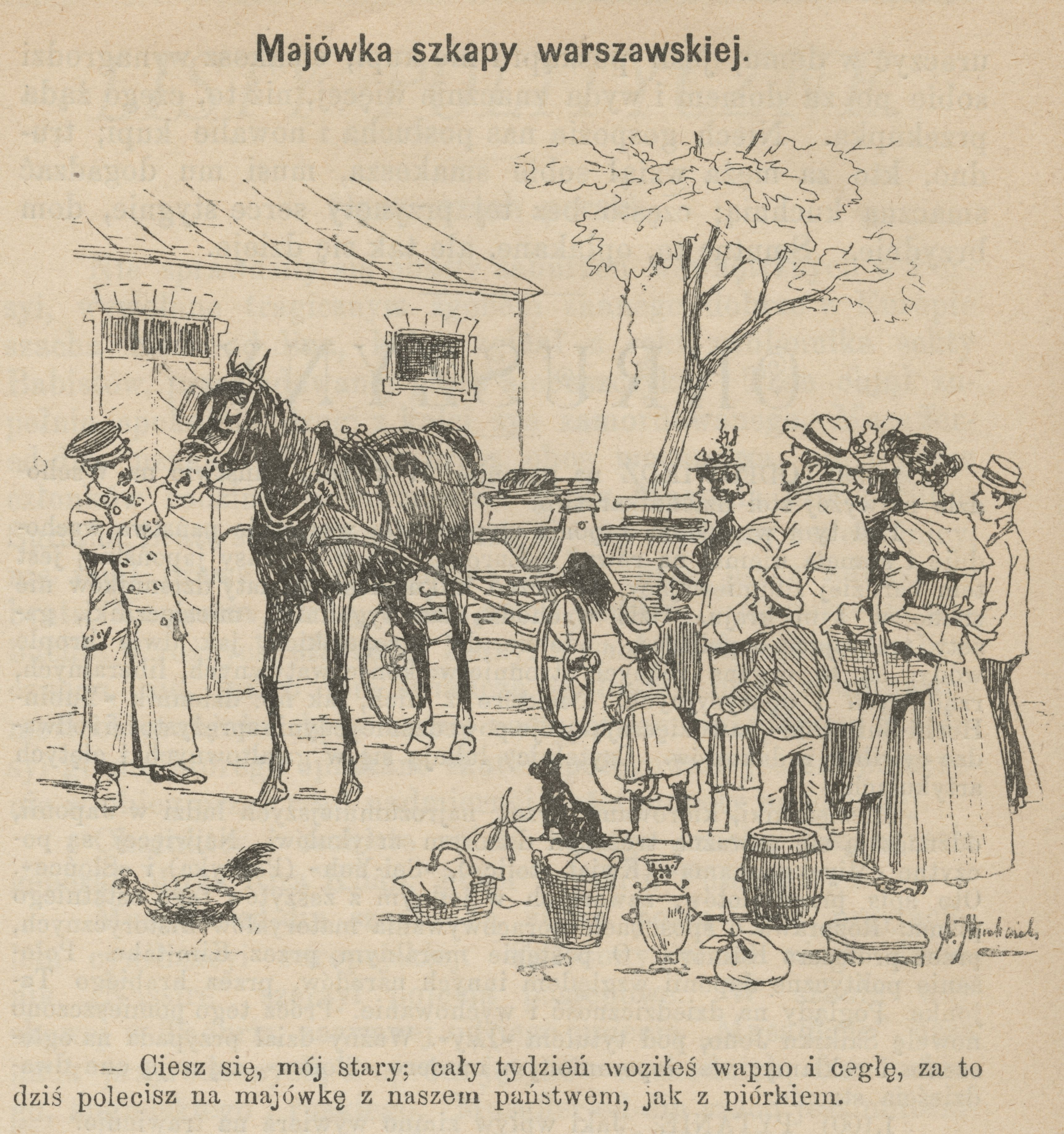
Rysunek dotyczący wyjazdów majówkowych, rok 1896